# Adventskirche (Sinzig)

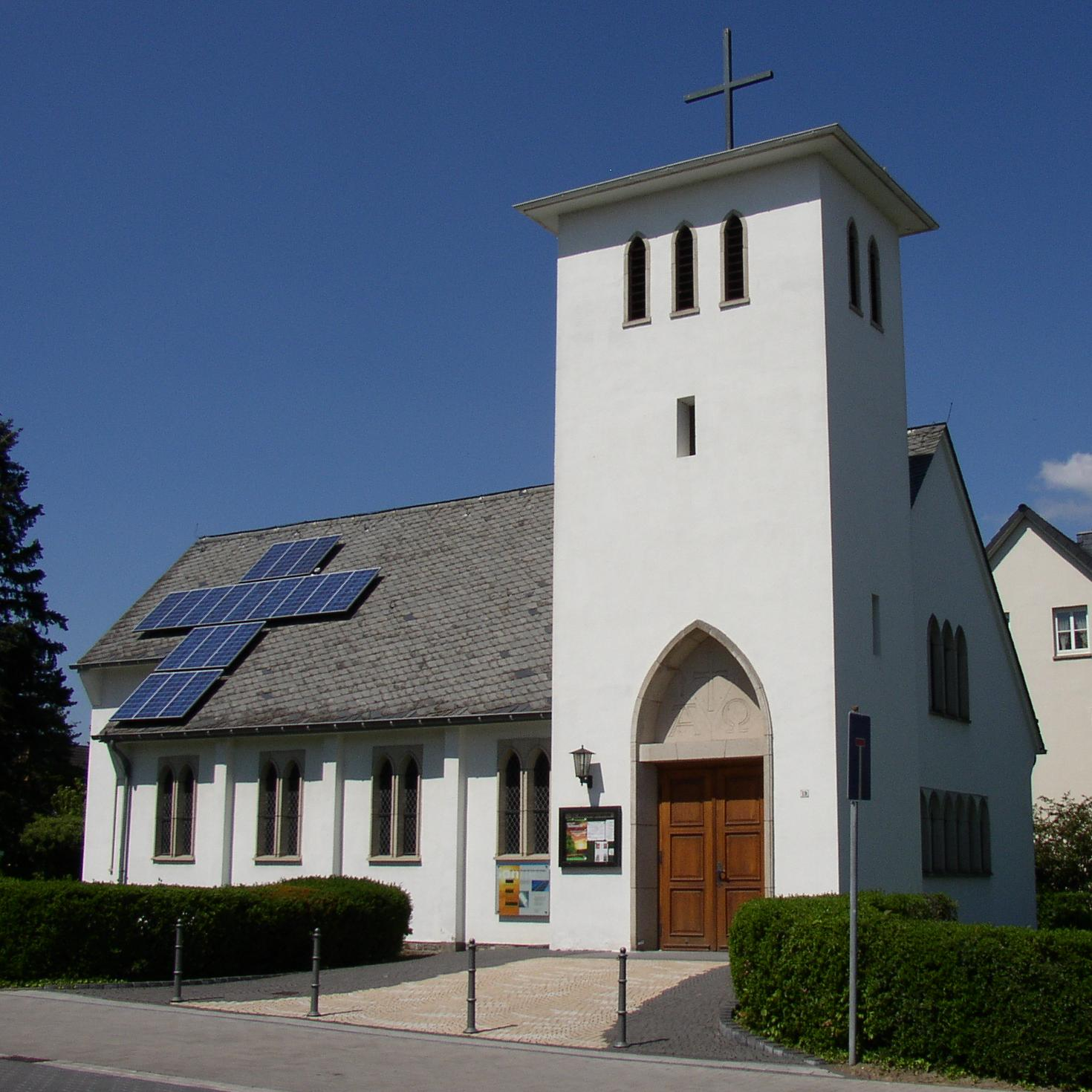
Adventskirche in Sinzig von Süden

Die Adventskirche in Sinzig, einer Stadt im Landkreis Ahrweiler im nördlichen Rheinland-Pfalz, wurde 1952 errichtet und ist ein typisches Bauspiel für die Architektur der 1950er Jahre. Sie steht in der Alfred-Ott-Straße 19, Ecke Beethovenstraße. Die Kirchengemeinde Remagen-Sinzig gehört zum Kirchenkreis Koblenz der Evangelischen Kirche im Rheinland.

## Architektur

### Außenbau
Die Kirche befindet sich in einem Neubaugebiet der 1950er Jahre mit überwiegend freistehenden Einfamilienhäusern, von denen sie sich nur durch den Kirchturm abhebt. Der Turm ist im Vergleich zum Kirchenschiff optisch zu kurz und zu zwei Drittel in die Südseite des Kirchenschiffs einbezogen. Die Länge des Bauwerks beträgt 17 Meter und besteht aus fünf Achsen. An den Längsseiten hat die Kirche spitzbogige gekuppelte Fenster. Das Kirchenschiff hat ein Satteldach und der Turm ein nur leicht geneigtes Zeltdach. Die rundbogigen Klangöffnungen des Turmes sind optisch an die Kirchenfenster angepasst. Auf dem Turm erhebt sich ein großes Kreuz. Auf dem Südteil des Kirchendaches wurde in den letzten Jahren eine Photovoltaikanlage in Form eines Kreuzes angebracht.

### Innenraum
Der Altarraum ist durch einen Bogen vom Kirchensaal abgetrennt und ein großes Holzkreuz dominiert die Rückwand. Da Altar, Kanzel und die Bänke ebenfalls aus Holz sind, entsteht eine angenehme Raumatmosphäre. Die Orgel wurde in sechsjähriger Freizeit-Eigenarbeit des dortigen Organisten Ulrich Kyrion für die Heilig-Geist-Kirche Markoldendorf gebaut und 1992 eingeweiht. Nach Profanierung dieser Kirche wurde sie 2022 als Schenkung durch Orgelbau Merten nach Sinzig umgesetzt. Das Instrument verfügt über 11 Register auf zwei Manualen und Pedal.